# البياضة (رصد)

تعديل مصدري - تعديل

البياضه هي إحدى قرى عزلة القارة بمديرية رصد التابعة لمحافظة أبين، بلغ تعداد سكانها 105 نسمة حسب تعداد اليمن لعام 2004.